# アレクサンデル2世 (ローマ教皇)
アレクサンデル2世（Alexander II, ? - 1073年4月21日）は、第156代ローマ教皇（在位：1061年9月30日 - 1073年4月21日）。
イタリアのバッジョ（現在はミラノの一部）出身。ルッカで司教を務めた。前教皇のニコラウス2世が神聖ローマ帝国と対立したため、皇帝ハインリヒ4世の生母で摂政のアグネスは対立教皇としてホノリウス2世を指名した。
ニコラウス2世は1061年6月に重病となり死期を悟ると、シチリア王国やノルマン人の支持を得てイタリア人のアレクサンデル2世を次期教皇に指名したが、対立教皇のホノリウス2世は神聖ローマ帝国の後押しを得てイタリアで金をばらまき、かなりの支持を得た。このため、両教皇を支持する軍隊がローマで激突したが、ロレーヌ公ゴドフロワ3世が仲介に乗り出し、何とか両教皇の対立を解消している。教会改革のため、前教皇からの側近ペトルス・ダミアニとヒルデブランド（後のグレゴリウス7世）を登用した。また、ノルマンディー公ギヨーム2世のイングランド侵攻を支持、ノルマン朝を開くきっかけを作った（ノルマン・コンクエスト）。
しかし神聖ローマ帝国とは対立が続き、これに対抗するためにコンスタンティノポリス総主教に援助を求めたが失敗した。1073年4月21日に死去。在位は11年半と22日であった。ヒルデブランドが次の教皇に選出、グレゴリウス7世となった。